# Edoardo Borromeo
Edoardo Borromeo (ur. 3 sierpnia 1822, zm. 30 lipca 1881) – włoski duchowny katolicki.
Święcenia kapłańskie przyjął w 1846. Kreowany kardynałem na konsystorzu w 1868. Kamerling Świętego Kolegium Kardynałów w latach 1879-1880. Arcybiskup tytularny Adany (1878). Prefekt Kongregacji Fabryki Świętego Piotra w latach 1872-1878. Archiprezbiter Bazyliki Świętego Piotra na Watykanie w latach 1872-1881. Pełnił również funkcję prefekta Domu Papieskiego (ówczesna nazwa: Prefektura Świętych Pałaców Apostolskich).